# Daffy et l'Apprenti chasseur
Pour plus de détails, voir Fiche technique et Distribution.
Daffy et l'Apprenti chasseur (Daffy Duck & Egghead) est un cartoon Merrie Melodies réalisé par Tex Avery en 1938. Il s'agit du second cartoon mettant en scène Daffy Duck et du premier où il est nommé ainsi.

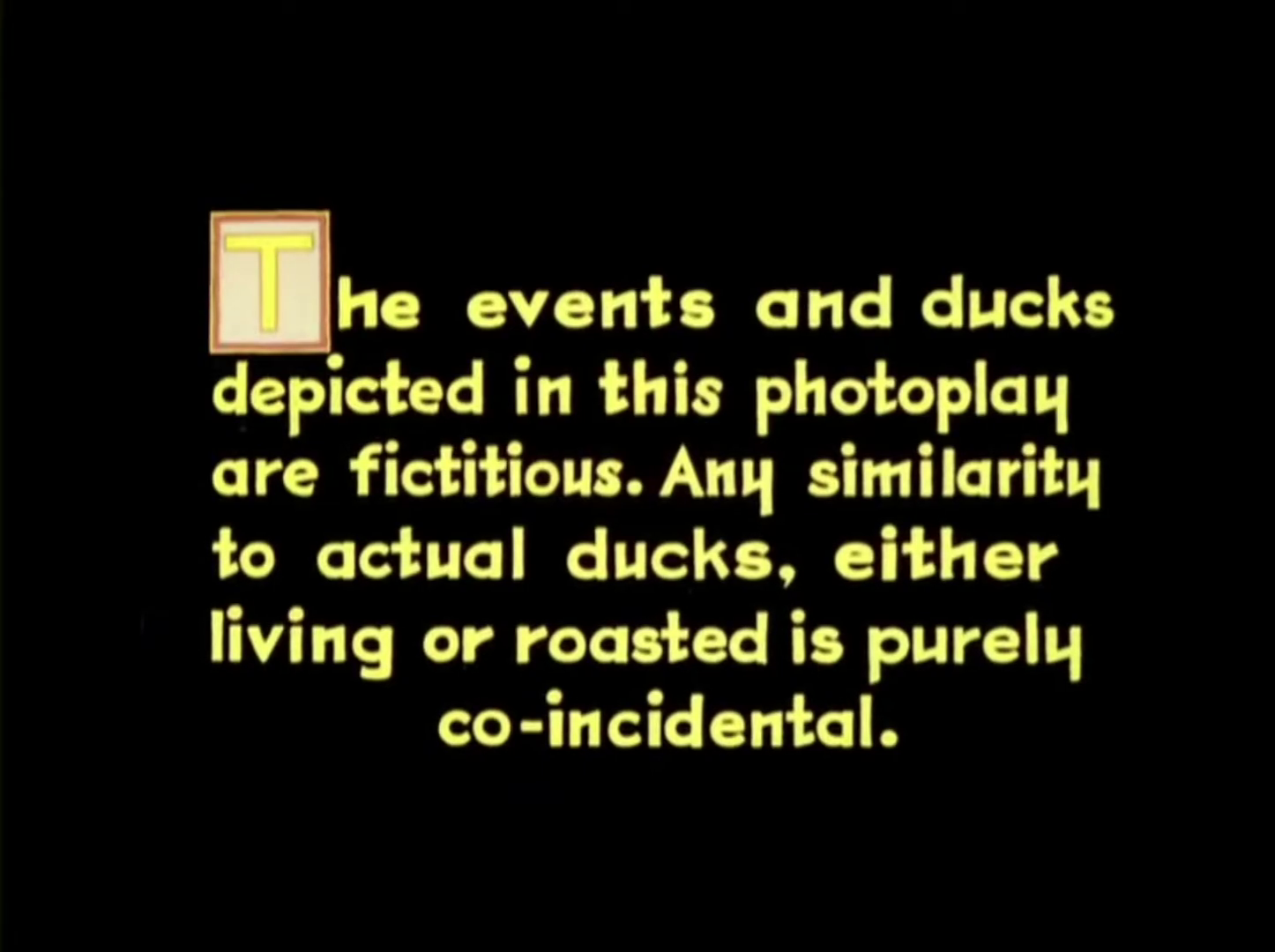
Note du réalisateur, au début du film, de non-responsabilité en cas de ressemblance des canards fictifs du film avec ceux existants, vivants ou « rôtis ».